# Барбара Лисков
Барбара Лисков (на английски: Barbara Liskov) e американски учен по информатика. Тя е професор по технически науки в департамента по електротехника и информатика в училището по технически науки на Масачузетския технологичен институт.
През 1961 година получава диплома за бакалавър по математика от Калифорнийския университет, Бъркли. През 1968 година Станфордския университет я прави една от първите жени в Съединените щати, наградени с докторско звание от департамент по информатика. Темата на докторската ѝ теза е компютърна програма, която може да играе ендшпили.
Лисков ръководи няколко важни проекта, включващи: операционна система „Venus“ – малка, нискоструваща и интерактивна многозадачна система; проектиране и имплементация на езика за програмиране CLU; Argus, първият език от високо ниво, поддържащ имплементация на програми за разпределени изчислителни системи и демонстриращ техниката на т.нар. promise pipelining; Thor – обектно ориентирана система за бази данни.
Лисков е член на Националната академия по технически науки на САЩ, Американската академия по изкуства и науки и Асоциацията по изчислителна техника (Association for Computing Machinery, накратко ACM). През 2004 година получава медал Джон фон Нойман за „съществени приноси към езиците за програмиране, методологията на програмирането и разпределените изчислителни системи“.
През 2008 година Лисков получава награда Тюринг от ACM за нейната работа в проектирането на езици за програмиране и софтуерна методология, която води до развиването на обектно ориентираното програмиране. По-точно, Лисков разработва два езика за програмиране – CLU (през 1970-те) и Argus (през 1980-те). ACM цитира нейните приноси за практическите и теоретичните основи на „език за програмиране и системно проектиране, особено свързаните с абстракцията на данни, отказоустойчивостта и разпределените изчислителни системи“.